# Illinichernes stephensi
Illinichernes stephensi es una especie de arácnido  del orden Pseudoscorpionida de la familia Chernetidae.

## Distribución geográfica
Se encuentra en Oregón (Estados Unidos).